# Кахар
Кахар (ісп. Cájar) — муніципалітет в Іспанії, у складі автономної спільноти Андалусія, у провінції Гранада. Населення — 4690 осіб (2010).
Муніципалітет розташований на відстані близько 370 км на південь від Мадрида, 5 км на південний схід від Гранади.

## Демографія
Динаміка населення (INE ):

## Галерея зображень

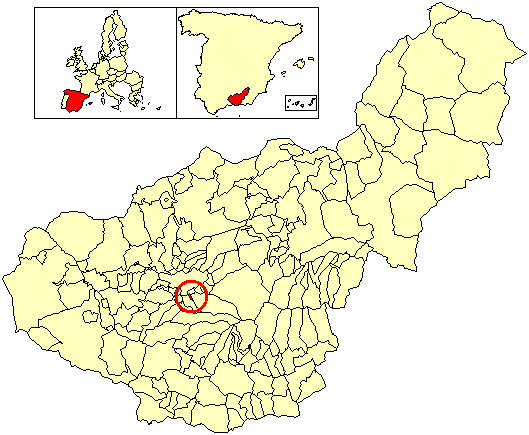
Розташування муніципалітету Кахар у провінції Гранада